# Eilean Dubh, Kyles of Bute
Eilean Dubh är en obebodd ö i Argyll and Bute, Skottland. Ön är belägen 2,8 km från Colintraive.